# Vuelta a Bolivia 2010
La 3ª edición de la Vuelta a Bolivia, se disputó del 7 al 14 de noviembre de 2010. Perteneció al UCI America Tour 2011 de los Circuitos Continentales UCI.
Fueron 8 etapas de las cuales las últimas dos estuvieron divididas a su vez en semi-etapas con doble sector. La etapa más larga fue la 3ª (207 km) mientras que la más corta fue la 4ª con 103,7 km. Las primeras 3 etapas se desarrollaron en terreno plano (departamentos de Santa Cruz y Cochabamba). La 4ª etapa aunque la altitud fue de más de 3.000 m s. n. m. también fue una etapa plana y a partir de la 5ª comenzó la montaña y la altitud máxima se alcanzó a 4.496 m s. n. m. cerca de la localidad de Japo, en Oruro.
Participaron 6 equipos locales y 8 extranjeros, de los cuales los equipos bolivianos realizaron una prueba clasificatoria para ganarse el derecho de participar de la Vuelta a Bolivia, tomándose para ello la reciente Vuelta Internacional a Cochabamba. El equipo Glas Casa Real, a pesar de ganar la clasificación por equipos, por reglamento no podía participar por tener en su plantel un solo ciclista boliviano, pero la organización de la competencia decidió invitarlo de manera directa en condición de equipo extranjero.
Partió como favorito el campeón defensor y actual campeón del UCI America Tour, el colombiano Gregorio Ladino (Boyacá Orgullo de América). Mientras que entre los locales las esperanzas estuvieron cifradas en el "Volcán" Oscar Soliz defensor del Ebsa de Colombia.
La competencia estuvo, precisamente, a punto de quedarse sin su máxima figura local, Oscar Soliz, que fue subcampeón en las 2 ediciones anteriores, debido a que el comisario internacional se ciñó estrictamente a una norma de la UCI que salió a la luz en mayo y obliga a todos los refuerzos extranjeros a presentar su licencia internacional expedida por la Federación del equipo al que representan. En estas condiciones se encontraban varios competidores, 2 argentinos y 2 ecuatorianos del Glas Casa Real, 2 argentinos del OGM y el serbio Zsolt Der, refuerzo del Start Cycling Team de Hungría. Luego de algunas comunicaciones con la UCI, se los autorizó con carácter excepcional por considerarse que se trata de una reglamentación nueva.
Otro de los nombres importantes que finalmente no participó fue el mexicano Julio Alberto Pérez Cuapio (Start Cycling Team), ya que perdió el vuelo que lo llevaría a Bolivia.

## Equipos participantes
| - Boyacá Orgullo de América - Ebsa - PRODEM-Lotería del Táchira - Pichincha - OGM - Acme-Colner - Start Cycling Team - Glas Casa Real Campos de Solana - Nota: el equipo Glass Casa Real es de Tarija (Bolivia) pero está integrado en su mayor parte por argentinos y chilenos por lo que se lo considera extranjero | - Energy Sol (Oruro) - Sinchi Wayra (Oruro) - Del Bosque (Oruro) - Z Sport Spla (Cochabamba) - Pío Rico (Cochabamba) - Santa Cruz (Santa Cruz) |

## Desarrollo
Intenso calor y fuertes vientos fueron las características de las 3 primeras etapas. Esto hizo que ya en la primera etapa un grupo de 14 ciclistas llegaran despegados del pelotón principal entre ellos el campeón defensor Gregorio Ladino. El crédito local Oscar Soliz, en una situación similar al año anterior, perdió más de 7 minutos debido a pinchaduras y problemas estomacales. 
El venezolano Ronald González tomó el maillot amarillo en la 2ª etapa al llegar en una escapada 56" por delante de los favoritos. En la 4ª etapa (como se esperaba) Oscar Soliz atacó y venció escapado recortando 1' 16". Al día siguiente Soliz nuevamente salió al frente y si bien no ganó la etapa (llegó 3º), descontó 2' 18" más. Mientras, en la clasificación general el maillot amarillo cambió, el nuevo líder era Carlos Gálviz (compañero de González), Ladino estaba a 47" y Soliz se acercaba a 4' 07".
En el 2º tramo de la 7ª etapa, Soliz volvió a llegar escapado con 3' 49" de ventaja sobre Gálviz y Ladino y ya se colocó 2º en la general a apenas 5". En la contrarreloj, Soliz dominó ampliamente sacándole 3' 41" a Gálviz y 4' 34" a Ladino y se convirtió en el nuevo líder. En el segundo sector de la 8ª etapa mantuvo el liderato y venció en la ronda boliviana.
El potosino Oscar Soliz, acaparó todos los premios al vencer en la clasificación individual, por puntos y montaña y es el primer boliviano en ganar la Vuelta a Bolivia, ya que las ediciones anteriores habían sido dominadas por colombianos.

## Etapas
| Etapa      | Fecha           | Recorrido                         | Km       | Ganador                               | Líder           |
| 1ª etapa   | 7 de noviembre  | Santa Cruz-Loma Blanca-Santa Cruz | 154,2    | Gastón Agüero (Glas Casa Real)        | Gastón Agüero   |
| 2ª etapa   | 8 de noviembre  | Santa Cruz-Okinawa-Buena Vista    | 189      | Ronald González (Lotería del Táchira) | Ronald González |
| 3ª etapa   | 9 de noviembre  | Buena Vista-Villa Tunari          | 207      | Zsolt Der (Start Cycling)             | Ronald González |
| 4ª etapa   | 10 de noviembre | Corani-Cochabamba                 | 118      | Óscar Soliz (Ebsa)                    | Ronald González |
| 5ª etapa   | 11 de noviembre | Bombeo-Oruro                      | 141      | Mauricio Neiza (Boyacá)               | Carlos Gálviz   |
| 6.ª etapa  | 12 de noviembre | Vila Vila-El Alto                 | 162      | Jorge Quispe (Pío Rico)               | Carlos Gálviz   |
| 7ª etapa a | 13 de noviembre | Obrajes-San Pablo de Tiquina      | 115      | Segundo Navarrete (Pichincha)         | Carlos Gálviz   |
| 7ª etapa b | 13 de noviembre | San Pedro de Tiquina-Copacabana   | 40       | Óscar Soliz (Ebsa)                    | Carlos Gálviz   |
| 8ª etapa a | 14 de noviembre | Copacabana-San Pedro de Tiquina   | 39 (CRI) | Óscar Soliz (Ebsa)                    | Óscar Soliz     |
| 8ª etapa b | 14 de noviembre | San Pablo de Tiquina-Calacoto     | 122,3    | Luis Sepúlveda (OGM)                  | Óscar Soliz     |

## Clasificaciones generales

### Clasificación general
| \| 1. \| Óscar Soliz \| Ebsa \| Colombia \| 32h 21' 19" \| \| 2. \| Carlos Gálviz \| Lotería del Táchira \| Venezuela \| + 3' 37" \| \| 3. \| Mauricio Neiza \| Boyacá Orgullo de América \| Colombia \| + 5' 18" \| \| 4. \| Byron Guamá \| Pichincha \| Ecuador \| + 5' 18" \| \| 5. \| Gregorio Ladino \| Boyacá Orgullo de América \| Colombia \| + 5' 53" \| \| 6. \| Wilmar Pérez \| Ebsa \| Colombia \| + 5' 54" \| \| 7. \| Álvaro Gómez \| Ebsa \| Colombia \| + 7' 08" \| \| 8. \| Segundo Navarrete \| Pichincha \| Ecuador \| + 10' 33" \| \| 9. \| Miguel Matta \| Boyacá Orgullo de América \| Colombia \| + 18' 56" \| \| 10. \| Jorge Giacinti \| OGM \| Chile \| + 20' 19" \| \| 11. \| Miguel Niño \| Ebsa \| Colombia \| + 23' 23" \| \| 12. \| Juan Cotumba \| Pío Rico \| Bolivia \| + 25' 44" \| \| 13. \| Jorge Gallegos \| Pichincha \| Ecuador \| + 30' 11" \| \| 14. \| Ramiro Calpa \| Glass Casa Real \| Bolivia \| + 32' 39" \| \| 15. \| Héctor Chiles \| Glass Casa Real \| Bolivia \| + 35' 11" \| \| 16. \| Peter Campero \| Santa Cruz \| Bolivia \| + 35' 56" \| \| 17. \| Graciano Fonseca \| Boyacá Orgullo de América \| Colombia \| + 36' 18" \| \| 18. \| José Ruíz \| Pichincha \| Ecuador \| + 39' 11" \| \| 19. \| Freddy González \| Ebsa \| Colombia \| + 41' 42" \| \| 20. \| Víctor Tarqui \| Pío Rico \| Bolivia \| + 42' 30" \| |                   |                           |           |             |
| 1. | Óscar Soliz       | Ebsa                      | Colombia  | 32h 21' 19" |
| 2. | Carlos Gálviz     | Lotería del Táchira       | Venezuela | + 3' 37"    |
| 3. | Mauricio Neiza    | Boyacá Orgullo de América | Colombia  | + 5' 18"    |
| 4. | Byron Guamá       | Pichincha                 | Ecuador   | + 5' 18"    |
| 5. | Gregorio Ladino   | Boyacá Orgullo de América | Colombia  | + 5' 53"    |
| 6. | Wilmar Pérez      | Ebsa                      | Colombia  | + 5' 54"    |
| 7. | Álvaro Gómez      | Ebsa                      | Colombia  | + 7' 08"    |
| 8. | Segundo Navarrete | Pichincha                 | Ecuador   | + 10' 33"   |
| 9. | Miguel Matta      | Boyacá Orgullo de América | Colombia  | + 18' 56"   |
| 10. | Jorge Giacinti    | OGM                       | Chile     | + 20' 19"   |
| 11. | Miguel Niño       | Ebsa                      | Colombia  | + 23' 23"   |
| 12. | Juan Cotumba      | Pío Rico                  | Bolivia   | + 25' 44"   |
| 13. | Jorge Gallegos    | Pichincha                 | Ecuador   | + 30' 11"   |
| 14. | Ramiro Calpa      | Glass Casa Real           | Bolivia   | + 32' 39"   |
| 15. | Héctor Chiles     | Glass Casa Real           | Bolivia   | + 35' 11"   |
| 16. | Peter Campero     | Santa Cruz                | Bolivia   | + 35' 56"   |
| 17. | Graciano Fonseca  | Boyacá Orgullo de América | Colombia  | + 36' 18"   |
| 18. | José Ruíz         | Pichincha                 | Ecuador   | + 39' 11"   |
| 19. | Freddy González   | Ebsa                      | Colombia  | + 41' 42"   |
| 20. | Víctor Tarqui     | Pío Rico                  | Bolivia   | + 42' 30"   |

### Clasificación por puntos
| \| 1. \| Óscar Soliz \| Bolivia \| Ebsa \| 40 puntos \| \| 2. \| Miguel Niño \| Colombia \| Ebsa \| 34 puntos \| \| 3. \| Gastón Agüero \| Argentina \| Glas Casa Real \| 30 puntos \| |               |           |                |           |
| 1. | Óscar Soliz   | Bolivia   | Ebsa           | 40 puntos |
| 2. | Miguel Niño   | Colombia  | Ebsa           | 34 puntos |
| 3. | Gastón Agüero | Argentina | Glas Casa Real | 30 puntos |

### Clasificación de la montaña
| \| 1. \| Óscar Soliz \| Bolivia \| Ebsa \| 45 puntos \| \| 2. \| Graciano Fonseca \| Colombia \| Boyacá Orgullo de América \| 25 puntos \| \| 3. \| Mauricio Neiza \| Colombia \| Boyacá Orgullo de América \| 19 puntos \| |                  |          |                           |           |
| 1. | Óscar Soliz      | Bolivia  | Ebsa                      | 45 puntos |
| 2. | Graciano Fonseca | Colombia | Boyacá Orgullo de América | 25 puntos |
| 3. | Mauricio Neiza   | Colombia | Boyacá Orgullo de América | 19 puntos |

### Clasificación por equipos
| \| 1. \| Ebsa \| Colombia \| 97h 11' 56" \| \| 2. \| Boyacá Orgullo de América \| Colombia \| + 15' 10" \| \| 3. \| Pichincha \| Ecuador \| + 29' 14" \| \| 4. \| Lotería del Táchira \| Venezuela \| + 51' 21" \| \| 5. \| Pío Rico \| Bolivia \| + 1h 20' 18" \| |                           |           |              |
| 1. | Ebsa                      | Colombia  | 97h 11' 56"  |
| 2. | Boyacá Orgullo de América | Colombia  | + 15' 10"    |
| 3. | Pichincha                 | Ecuador   | + 29' 14"    |
| 4. | Lotería del Táchira       | Venezuela | + 51' 21"    |
| 5. | Pío Rico                  | Bolivia   | + 1h 20' 18" |